# 三宅梢子
三宅 梢子（みやけ しょうこ、1979年11月9日 - ）は、日本のタレント、モデルである。所属事務所はヴィヴィアン。

## 人物・来歴
- 宮崎県宮崎市出身。
- 身長157cm、B83・W56・H83。
- 血液型はA型。
- 双子の姉がいる。
- 帝京大学理工学部情報科学科卒業。
- 学生時代にとちぎテレビの『Pナイト』のアシスタント「Pメイツ1号」としてデビュー。
- 2003年、SANYOグループの]海物語イメージガールコンテストで準ミスマリンちゃんに選ばれた。
- 愛くるしいビジュアルに加え、明るく快活なキャラクターで話題となり、2005年には12代目ミニスカポリスにも選ばれ番組にレギュラー出演した。
- 芸能人女子フットサルチーム「chakuchaku J.b」の元メンバーであり2代目キャプテン。ポジションはGKゴレイロ。背番号は「1」。芸能人女子フットサルリーグ「スフィアリーグ」を代表するゴレイロ（GK）として活躍。人気実力共にNO.1ゴレイロの称号を得、フジテレビにて行われた2006年スフィアリーグアワードにてベストゴレイロ賞を受賞。2003年10月のチーム結成時からのメンバーだったが2007年夏の「SPHERE LEAGUE すかいらーくグループCUP in ザ・冒険王2007」を最後に退団。最後の試合となった8月26日、退場する際に客席から「三宅梢子コール」が何度も鳴り響き、本人は感泣した。
- 2008年10月1日、ブログで入籍したことを明かし、翌年には長女を出産。
- 2010年5月、雑誌「baby-mo」の第一期専属ママモデルとしてメンバーに選ばれ、当時まだ1歳2ヶ月の娘の美優と共にママモデル、親子モデルとしてタレント活動を再開。レギュラーモデルとして活躍。
- 2010年8月には雑誌「como」にママモデル、親子モデルとしても登場。
- 2013年10月、「飯田産業」の広告、パンフレットなどに親子モデルとして4歳になった愛娘・美優と共に登場し話題に。
- 現在は育児や家事と両立しながら、ママタレント、ママモデルとして娘の美優と共にマイペースに活動中。

## 出演

### テレビ
- Pナイト（2002年、とちぎテレビ） - アシスタント「Pメイツ1号」としてレギュラー出演
- Tokyo Boy（2003年、MXテレビ）
- ウラ関根TV（2003年、テレビ東京）
- デジ屋台（2003年、TBSテレビ）
- 秋葉な連中（2003年、テレビ東京）
- 農ドルちゃん（2004年、テレビ大阪） - 農ドルとしてレギュラー出演
- パチンコ必勝ガイド/THEシマ占拠6（2004年、SKY PerfecTV!）
- 実況ライブ道場（2004年、SKY PerfecTV!）
- 大リーグ ココが知りたい～徹底ガイド・究極の観戦術～（2004年、NHK BS-hi/NHK BS1）
- 出動!ミニスカポリス 全国版（2005年、BSジャパン） - 12代目ポリス
- ゲッチャTV（2005年、インターネットTV http://www.hitpops.jp/ga-cha/） - レギュラーMC
- てっぺん！（2005年、ヨシモトFandango）
- モノ☆ミュージアム（2005年、BS日テレ）
- フットサルに情熱をかけるアイドルたち（2005年、フジテレビ）＜PERFECT SPORT＞特別番組
- プレミアの巣窟（2005年、フジテレビ）
- 男おばさん（2005年、フジテレビ）
- たけしのコマネチ大学数学科（2005年、フジテレビ）
- 京都競馬（2006年、KBS京都）
- 女子フットサル公式戦 SPHERE LEAGUE（2006年、フジテレビCS739） - レギュラー出演
- KICK IN！ GAROTASフットサルTV（2006年、BSフジ） - レギュラー出演
- 恋するフットサル（2006年、フジテレビ）
- ガダルカナル・タカの こちらDERUとこ編集部（2006年、BS-i）
- くわまんのパチパチＴＶ（2006年、テレビ埼玉） - レギュラー出演
- オールスター感謝祭'06秋（2006年、TBSテレビ） - アシスタントとして出演（放送同日チャンネル☆ロック!にも。）
- くわまんのパチラックスＴＶ（2007年、テレビ埼玉） - レギュラー出演
- グラビアの美少女（2008年、MONDO21）

### テレビドラマ
- Xenos～クセノス～　演出：池澤辰也（2007年、テレビ東京） - 理科の先生役

### 舞台
- PROPAGANDA STAGE[birth]（2003年12月、会場：東京芸術劇場）演出/脚本：砂川仁成　- チッチ 役
- PROPAGANDA STAGE[キューポラのある街]（2004年4月、会場：東京芸術劇場）演出/脚本：砂川仁成 - 中島ノブ子 役
- NTT DoCoMo presents ミュージカル赤毛のアン（2004年8月、主催:NPO法人 国連クラシックライブ協会　　会場：栃木県総合文化センターメインホール）- 主演
- ピヴォ☆ガール（2006年1月、主催：後援：フジテレビジョン　会場：池袋サンシャイン劇場）作/演出：堤泰之 - shoko 役
- メゾントーレ203（2008年、会場：中野ポケット）作/演出：静馬弘毅　- 上田麻椰 役

### 映画
- SIX BULLETS～EPISODE IV～　監督：雨宮実（2005年、主力会）- 久世ゆずき役
- SILVER BULLETS　監督：加藤正志（2006年、主力会）- 主演
- 心霊写真奇譚　監督：寺内幸太郎（2006年、フォーサイド・ドット・コム）- 主演
- BLUE～ヒポクリストマトリーファズ～　監督：神野太（ 2007年、フォーサイド・ドット・コム）- 白石ゆみ役

### ラジオ
- ASIAN美少女FILE（2003年、USEN）
- 魁！映画塾（2004年、USEN）
- めんけースタスィヨン（2004年、青森放送）
- ５on５（2007年、USEN）　準レギュラー

### 広告
- サッポロ生搾り（2003年、サッポロビール）
- メガネトップ（2003年、メガネトップ）
- ヨーロッパグルメツアー（2004年、リーメント）
- キュレル・ボディーウォッシュ（2010年、花王）
- いいだのいいいえ（2014年、飯田産業）

## 作品

### DVD
- 三宅梢子～water smile～（2004年、ベガファクトリー）
- 三宅梢子（Flower Label）（2004年、D.planet）
- スフィアリーグ公式 フットサル基礎トレーニングDVD（2006年、hachama）

## 書籍

### 写真集
- 海物語（2003年、白夜書房）
- 公式メモリアルフォトブック秋葉な連中～俺の女（2003年、リイド社）

### 雑誌
- 『月刊SAY』青春出版社
- 『フォトテクニック』玄光社
- 『ベストカー』講談社/三推社　※表紙
- 『パチンコ必勝ガイド』白夜書房　※マリンちゃん通信　連載
- 『FUT・ｓａｌ navi』白夜書房
- 『アームズマガジン』ホビージャパン ※表紙
- 『ウィンドウズROM』MCプレス
- 『週刊ヤングジャンプ』集英社
- ぴあスポーツムック『MORE ENJOY FOOTSAL』ぴあ出版
- 『FLASH』光文社
- 『月刊COOL TRANS』ワニブックス
- 『UP to boy』ワニブックス
- 『愛と恍惚のウイニングイレブン』コナミ刊
- 『ヤングガンガン』スクウェア・エニックス
- 『パチスロ攻略マガジン』双葉社 コラム連載
- 『パチスロ攻略マガジンドラゴン』双葉社 コラム連載
- 『Beby-mo』（主婦の友社）専属ママモデル
- 『como』（主婦の友社）ママモデル

### 受賞歴
- 2003：SANYOグループ　イメージガール　≪ミスマリンちゃん 準グランプリ≫
- 2006：芸能人女子フットサル公式リーグ『スフィアリーグ』≪ベスト・ゴレイロ賞≫